# زلاتکو زاهوویچ
زلاتکو زاهوویچ (اسلوونیایی: Zlatko Zahovič؛ زادهٔ ۱ فوریهٔ ۱۹۷۱) یک بازیکن فوتبال اهل اسلوونی است.
وی همچنین در تیم ملی فوتبال اسلوونی بازی کرده‌است.